# Кардашев, Аслан-бек Али-ага оглы
Асланбек Али-ага оглы Кардашев (азерб. Aslan bəy Əli ağa oğlu Qardaşov, авар. Чапаразул Асланбек; 1866, Чукакоба, Закатальский округ — не ранее 1937, неизвестно) — азербайджанский и российский политический и государственный деятель, дипломат, преподаватель, юрист; депутат Государственной думы Российской империи II созыва; депутат Закавказского сейма. Был членом Национального совета Азербайджана. После провозглашения Азербайджанской Демократической Республики занимал должность министра сельского хозяйства АДР, также основал и был лидером партии «Ахрар».

## Биография

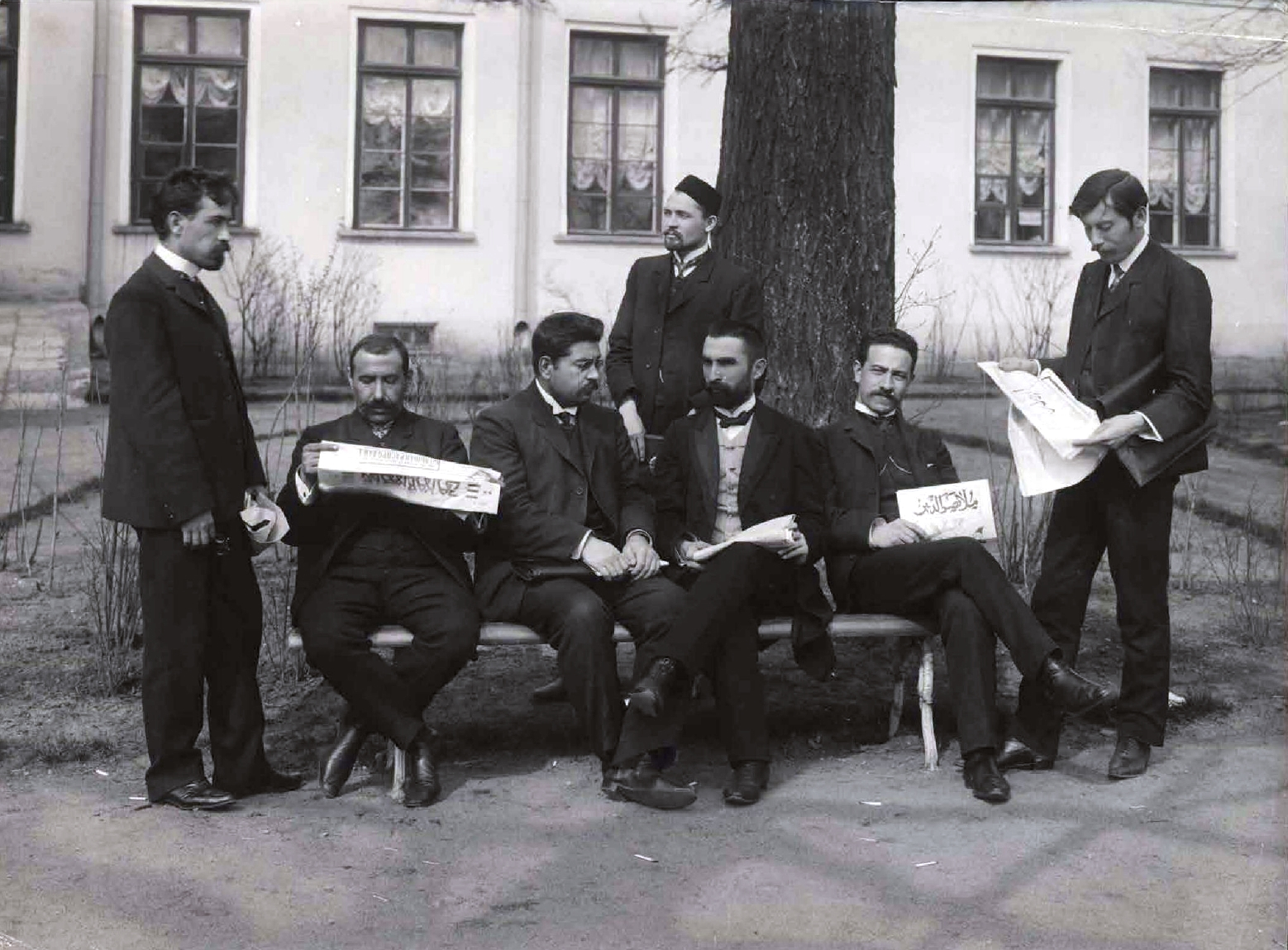
Депутаты II Государственной думы Российской империи. Стоят: Х. Хасмамедов, К. Г. Хасанов, Р. М. Медиев; сидят: А. А. Кардашев, З. Э. Зейналов, Т. Э. Эльдарханов, М. Г. М. Махмудов

Родился в 1866 году в селе Чукакоба (ныне — Загатальский район). Окончил Закатальское уездное училище и учительскую семинарию, Стамбульский университет. Депутат II Государственной Думы от Дагестанской области и Закатальского округа. В то время беспартийный.
В 1895 году работал письмоводом Джаромухахского участка Закатальского округа. С 1900 года он — директор Закатальского окружного попечительского комитета о тюрьмах.
Член Всероссийского учредительного собрания. Министр земледелия Азербайджанской Демократической Республики (с 14 апреля по август 1919 года).
Член партии «Мусават», основатель и лидер партии «Ахрар», которая подняла восстание против большевиков. 
Был одним из руководителей Закатальского восстания против советской оккупации. После подавления восстания перебрался в Грузию, а после советизации последней в Турцию. Проживал в Анатолии. Дальнейшая судьба неизвестна.